# Wierchnij Żyrim
Wierchnij Żyrim (ros. Верхний Жирим) – wieś w Rosji, w Buriacji, w rejonie tarbagatajskim. W 2010 liczyła 964 mieszkańców.